# Liechtensteiner Cup 2008/09
Der Liechtensteiner Cup 2008/09 (offizieller Sponsorname: FL1-Cup 2008/09) war die 64. Austragung des Fussballpokalwettbewerbs der Herren, das zwischen dem 26. August 2008 und 21. Mai 2009 in fünf KO-Runden ausgespielt wurde. Der Rekordpokalsieger FC Vaduz konnte den Titel erneut erfolgreich verteidigen, somit zum insgesamt 38. Mal gewinnen und an der 2. Qualifikationsrunde der Europa League 2009/10 teilnehmen.

## Teilnehmende Mannschaften
Folgende 18 Mannschaften waren für den FL1-Cup 2008/09 gemeldet:
| - FC Vaduz - FC Vaduz II - FC Vaduz III - FC Triesen - FC Triesen II - FC Triesen Espanol - USV Eschen-Mauren - USV Eschen-Mauren II - USV Eschen-Mauren III | - FC Balzers - FC Balzers II - FC Balzers III - FC Triesenberg - FC Triesenberg II - FC Ruggell - FC Ruggell II - FC Schaan - FC Azzurri Schaan |

## 1. Vorrunde
Die Auslosung fand am 4. August 2008 statt. Die 1. Vorrunde fand vom 26. bis 28. August 2008 statt. Die folgenden Vereine hatten ein Freilos: FC Triesenberg und FC Schaan.
| Datum            |                       | Ergebnis |                      |
| ---------------- | --------------------- | -------- | -------------------- |
| 26.08. 20:00 Uhr | FC Vaduz III          | 1:8      | FC Balzers II        |
| 26.08. 20:15 Uhr | FC Triesen            | 3:4      | USV Eschen-Mauren II |
| 27.08. 19:30 Uhr | USV Eschen-Mauren III | 0:6      | FC Vaduz II          |
| 27.08. 20:00 Uhr | FC Triesenberg II     | 5:0      | FC Balzers III       |
| 27.08. 20:15 Uhr | FC Triesen Espanol    | 1:5      | FC Azzurri Schaan    |
| 28.08. 20:15 Uhr | FC Triesen II         | 0:2      | FC Ruggell II        |

## 2. Vorrunde
Die Auslosung fand am 29. August 2008 statt. Die 2. Vorrunde fand am 17./19. September 2008 statt. Die folgenden Vereine hatten ein Freilos: FC Balzers, USV Eschen/Mauren, FC Ruggell und FC Vaduz.
| Datum            |                   | Ergebnis |                      |
| ---------------- | ----------------- | -------- | -------------------- |
| 17.09. 19:30 Uhr | FC Triesenberg II | 1:6      | FC Azzurri Schaan    |
| 17.09. 20:00 Uhr | FC Ruggell II     | 01:12    | FC Schaan            |
| 17.09. 20:00 Uhr | FC Vaduz II       | 13:0 1   | USV Eschen-Mauren II |
| 19.09. 19:30 Uhr | FC Triesenberg    | 2:5      | FC Balzers II        |

## Viertelfinale
Die Auslosung fand am 19. September 2008 statt. Die Viertelfinals fanden am 21./22. Oktober und 28./29. Oktober 2008 statt.
| Datum            |                   | Ergebnis |                   |
| ---------------- | ----------------- | -------- | ----------------- |
| 21.10. 20:00 Uhr | FC Ruggell        | 0:5      | USV Eschen-Mauren |
| 22.10. 20:00 Uhr | FC Balzers II     | 0:8      | FC Vaduz          |
| 28.10. 19:30 Uhr | FC Azzurri Schaan | 0:1      | FC Balzers        |
| 29.10. 20:00 Uhr | FC Vaduz II       | 0:8      | FC Schaan         |

## Halbfinale
Die Auslosung fand am 31. Oktober 2008 statt. Die Halbfinalbegegnungen fanden am 28./29. April 2009 statt.
| Datum            |            | Ergebnis |                   |
| ---------------- | ---------- | -------- | ----------------- |
| 28.04. 19:30 Uhr | FC Schaan  | 0:5      | USV Eschen-Mauren |
| 29.04. 19:30 Uhr | FC Balzers | 0:5      | FC Vaduz          |

## Finale
Das Pokalendspiel im Rheinpark-Stadion in Vaduz gewann der FC Vaduz mit 2:1.
| Datum  |          | Ergebnis |                   |
| ------ | -------- | -------- | ----------------- |
| 21.05. | FC Vaduz | 2:1      | USV Eschen-Mauren |